# Малакаль
Малака́ль (англ. Malakal) — город в Южном Судане, административный центр округа Малакаль и штата Верхний Нил.

## История
В августе 1970 года в окрестностях города упал метеорит-хондрит весом 2000 грамм, получивший в итоге название Malakal.
В конце ноября 2006 года в городе произошли столкновения между ВС Судана и Народной армией освобождения Судана, в результате которых около 150 человек было убито и ещё несколько сотен ранено. Данный инцидент стал самым серьёзным конфликтом между представителями Севера и Юга с момента заключения Найвашского соглашения 2005 года о завершении гражданской войны.
В начале февраля 2011 года, за несколько дней до объявления итогов референдума о независимости Южного Судана, в городе произошли столкновения между солдатами федеральной армии Судана, в результате которых были убиты несколько военных, а также получили ранения и мирные жители. 5 февраля было сообщено, что, по уточнённым данным, во время перестрелки погибли не менее 20 человек, включая детей. Сам конфликт произошёл на почве разделения армейских подразделений на южные и северные ввиду южносуданского референдума, поскольку в дислоцированных в Малакале подразделениях ВС Судана служит много уроженцев Юга, взятых ранее из ополчения и проводивших боевые операции на стороне Севера во время гражданской войны, и часть из них отказалась передислоцироваться в северные вилаяты Судана. В ходе противостояния стрельба велась из миномётов и крупнокалиберных пулемётов. По информации представителя гуманитарной миссии управления Верховного комиссара ООН по делам беженцев, в результате данного инцидента, помимо суданских военнослужащих, погибли два ребёнка и водитель грузовика. По информации на 6 февраля количество погибших в этом конфликте возросло до 30 человек.

## Физико-географическая характеристика
Город расположен на берегу Белого Нила, к северу от впадения в него реки Собат.

### Климат
Климат в Малакале — субэкваториальный, типичный для саванны с чётко выраженным влажным и сухим сезоном. Осадков в год выпадает 785 мм. Среднегодовая температура в Малакале составляет 26,5 градусов Цельсия. Влажный сезон наступает в мае и длится до октября.

## Население
Большинство жителей Малакаля являются представителями народов динка, нуэр и шиллук, между которыми иногда возникают столкновения на этнической и социально-экономической почве.
По оценкам на 2010 год население города составляет 139 434 человек.

### Динамика численности
| Год             | Жители  |
| --------------- | ------- |
| 1973 (перепись) | 34 894  |
| 1983 (перепись) | 33 738  |
| 1993 (перепись) | 72 000  |
| 2010 (оценка)   | 139 434 |